# وراثت وابسته به Y

وراثت وابسته به Y

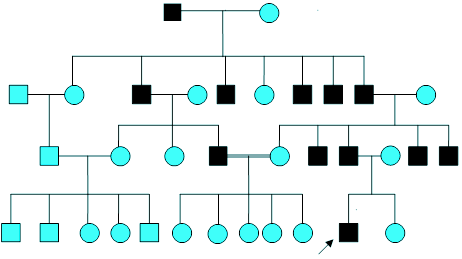
درخت شجره‌نامه‌ای که وراثت یک صفت وابسته به Y را نشان می‌دهد

وراثت وابسته به Y، که با عنوان وراثت هولاندریک نیز شناخته می‌شود صفاتی را توصیف می‌کند که توسط ژن‌های واقع در کروموزوم Y تولید می‌شوند که نوعی وابستگی جنسی است.
شناسایی اختلالات وابسته به Y می‌تواند دشوار باشد که تا حدودی به این دلیل است که کروموزوم Y کوچک است و حاوی ژن‌های کمتری نسبت به کروموزوم‌های اتوزومی یا کروموزوم ایکس است. برآورد می‌شود که کروموزوم Y حاوی حدود ۲۰۰ ژن باشد اما پیش از این، تصور می‌شد که کروموزوم Y در انسان، اهمیت کمی دارد. اگرچه کروموزوم Y در انسان و برخی گونه‌های دیگر، تعیین‌کنندهٔ جنسیت است، اما همهٔ ژن‌هایی که در تعیین جنسیت نقش دارند به Y مرتبط نیستند. کروموزوم Y به‌طور کلی تحت نوترکیبی ژنی قرار نمی‌گیرد و تنها مناطق کوچکی به‌نام نواحی شبه‌اتوزومی نوترکیبی را نشان می‌دهند. بیشتر ژن‌های کروموزوم Y که نوترکیبی نمی‌شوند در «ناحیهٔ غیر نوترکیبی‌شونده» قرار دارند.
برای این‌که یک صفت وابسته به Y در نظر گرفته شود، باید این ویژگی‌ها را نشان دهد:
- فقط در مردان رخ می‌دهد.
- در همهٔ پسرانِ مردانی که این ویژگی را نشان می‌دهند ظاهر می‌شود.
- در دخترانِ مردان مبتلا، مشاهده نمی‌شود و دخترانی که از نظر فنوتیپی طبیعی هستند، فرزندان مبتلا ندارند.[۳]

این الزامات، توسط پژوهشگر پیشگام وابستگی به کروموزوم Y، کرت استرن ایجاد شد. استرن در مقاله‌اش ژن‌هایی را که گمان می‌برد به Y وابسته باشند، توضیح داد. الزامات او در ابتدا اثبات وابستگی به Y را سخت کرد. در دههٔ ۱۹۵۰ با استفاده از شجره‌نامه‌های انسانی، بسیاری از ژن‌ها به اشتباه مشخص شدند که به Y وابسته هستند. در پژوهش‌های بعدی اما تکنیک‌های پیشرفته‌تر و تحلیل‌های آماری پیچیده‌تری اتخاذ شدند. گوش‌های مودار نمونه‌ای از ژنی است که زمانی تصور می‌شد در انسان به Y وابسته است که این فرضیه بعداً بی‌اعتبار شد. با توجه به پیشرفت در توالی‌یابی دی‌ان‌ای، تعیین و اثبات وابستگی به Y آسان‌تر شده‌است. کروموزوم Y تقریباً به‌طور کامل نقشه‌برداری شده‌است و بسیاری از صفات وابسته به Y مشخص شده‌اند.
وابستگی به Y، مشابه، اما متفاوت از وراثت وابسته به ایکس است. اگرچه هر دو، شکلی از وابستگی جنسی هستند. وابستگی به ایکس می‌تواند از نظر ژنتیکی و جنسیتی قابل بررسی باشد، در حالی‌که وابستگی Y فقط می‌تواند از نظر ژنتیکی بررسی شود و به جنسیت فرزندان مرتبط نیست. این به این دلیل است که سلول‌های انسان مذکر فقط یک نسخه از کروموزوم Y دارند. کروموزوم‌های ایکس دو نسخه دارند که بسته به جنسیت فرزندان، متفاوت و قابل بررسی هستند. کروموزوم ایکس حاوی ژن‌های بیشتری است و به‌طور قابل ملاحظه‌ای بزرگ‌تر است.
برخی از صفات ظاهراً وابسته به Y، تأیید نشده‌اند. یکی از نمونه‌ها اختلال شنوایی است. اختلال شنوایی در یک خانوادهٔ خاص پیگیری شد و در طی هفت نسل، همهٔ مردان، تحت تأثیر این صفت قرار گرفته بودند. با این‌حال، این ویژگی به ندرت رخ می‌دهد و به‌طور کامل، شناسایی نشده‌است.
حذف در کروموزوم Y یکی از علل ژنتیکی مکرر ناباروری مردان است.

## ژن‌هایی که در کروموزوم Y انسان وجود دارند
به‌طور کلی، صفاتی که در کروموزوم Y وجود دارند به Y وابسته هستند زیرا فقط در آن کروموزوم رخ می‌دهند و طی نوترکیبی تغییر نمی‌کنند.
تا سال ۲۰۰۰، تعدادی از ژن‌ها به‌عنوان وابسته به Y شناخته شدند، از جمله:
- ASMTY (استیل‌سروتونین متیل ترانسفراز)
- TSPY (پروتئین اختصاصی بیضه)
- IL3RAY (گیرندهٔ اینترلوکین ۳)
- SRY (منطقه تعیین‌کننده جنسیت)
- ZFY (پروتئین انگشت روی)
- PRKY (پروتئین‌کیناز، مرتبط با Y)
- AMGL (آملوژنین)
- ANT3Y (آدنین نوکلئوتید ترنسلوکیتر-۳ روی Y)
- AZF2 (فاکتور آزواسپرمی ۲)
- BPY2 (پروتئین پایه در کروموزوم Y)
- AZF1 (فاکتور آزواسپرمی ۱)
- DAZ (اسپرماتوژن در آزواسپرمی حذف می‌شود)
- RBM1 (پروتئین موتیف اتصال آران‌ای، کروموزوم Y، خانوادهٔ ۱، عضو A1)
- RBM2
- UTY (ژن TPR رونویسی‌شده در همه‌جا روی کروموزوم Y)
- USP9Y
- AMELY